# インターネットバックグラウンドノイズ
インターネットバックグラウンドノイズ（英語: Internet background noise: IBN）またはインターネット背景放射（英語: Internet background radiation）とは、インターネット上を流れる、受け取り手がない（宛先となっているIPアドレスやポートが実在しない）パケットのことである。
これらのパケットには、迷惑な宣伝やネットワーク制御メッセージが含まれており、ポートスキャンやワーム活動の結果であることが多い。
例えば、一部のDSLモデムは、正しい時刻を取得するためにハードコードされたNTPサーバのIPアドレスを持っており、たとえそのNTPサーバが存在しなくなっても、そのIPアドレス宛にリクエストを送り続ける。

## 概要
インターネットの最初の10年間には、バックグラウンドノイズはほとんどなかったが、1990年代の商業化によって、ノイズは永続的な特徴となった。
Confickerワームは、ウイルスが新たな犠牲者を探すために大量のパケットを生成するため、バックグラウンドノイズの原因となっていた。悪意のある活動だけでなく、誤った設定のハードウェアやプライベートネットワークからのリークもバックグラウンドノイズの原因である。

## 2000年以降
2010年11月現在、毎秒5.5ギガビットのバックグラウンドノイズが発生すると推定されている。しかし、世界のインターネットが毎秒数エクサバイトを転送することから、このノイズは約0.11 dbの雑音指数（120 dBのダイナミックレンジを持つシステムにおいて）をもたらすに過ぎない。
また、ダイヤルアップモデムユーザーは、迷惑なトラフィックによって約20ビット/秒の帯域幅を失うと2000年代初めに推定された。過去10年間で、IPv4の/8アドレスブロック（1670万アドレス）のバックグラウンドノイズの量は1 Mbit/sから50 Mbit/sに増加した。はるかに大きなアドレス空間を持つ新しいIPv6プロトコルは、ウイルスがポートスキャンするのをより困難にし、誤って構成された装置の影響を制限する。
2011年リビア内戦の際、リビアに地理的に配置されたIPアドレスブロックからのインターネットトラフィックと接続性の大幅な変化を検出するために、インターネットバックグラウンドノイズが使用された。
バックスキャッター（backscatter、後方散乱）は、複数の偽装されたアドレスを使用するDDoS攻撃に起因するインターネットバックグラウンドノイズを表すために、バーン・パクソンによって作られた用語である。このバックスキャッターノイズは、ネットワーク望遠鏡によってリアルタイムで大規模な攻撃を間接的に観察するために使用される。